# XORゲート
| 入力 | 入力 | 出力    |
| A    | B    | A XOR B |
| L    | L    | L       |
| L    | H    | H       |
| H    | L    | H       |
| H    | H    | L       |

XORゲート（エックスオアゲート）は排他的論理和の論理ゲートである。右に真理値表を挙げる。2入力の場合、入力の片方がHighで、かつ、もう片方はLowのとき、Highを出力する。入力が両方Highまたは両方Lowのときは、Lowを出力する。メーカー等によってはEORゲートまたはExORゲートとも呼んでいる。出力が、これの反転になるものをXNOR等と呼ぶ。
排他的論理和は2を法とする（繰り上がりを無視した）加算と同じものである。すなわち、半加算器には加算結果とキャリーの2つの出力があるが、そのうちの加算結果はXOR（と同じ）である。XOR（排他的論理和）の積和標準形は{\displaystyle A\cdot {\overline {B}}+{\overline {A}}\cdot B}である。
XORの通常の出力の他、入力のうちのどちらか片方をそのまま（またはその反転を）出力する2入力2出力の演算は、制御NOT（CN）と呼ばれる可逆計算になる。

## 記号
ANSI（MIL論理記号）、IEC、DIN(2種)での記法を以下に示す。
|               |          |             |             |
| MIL/ANSI 記号 | IEC 記号 | DIN 記号(1) | DIN 記号(2) |

## ハードウェアの解説とピン配置

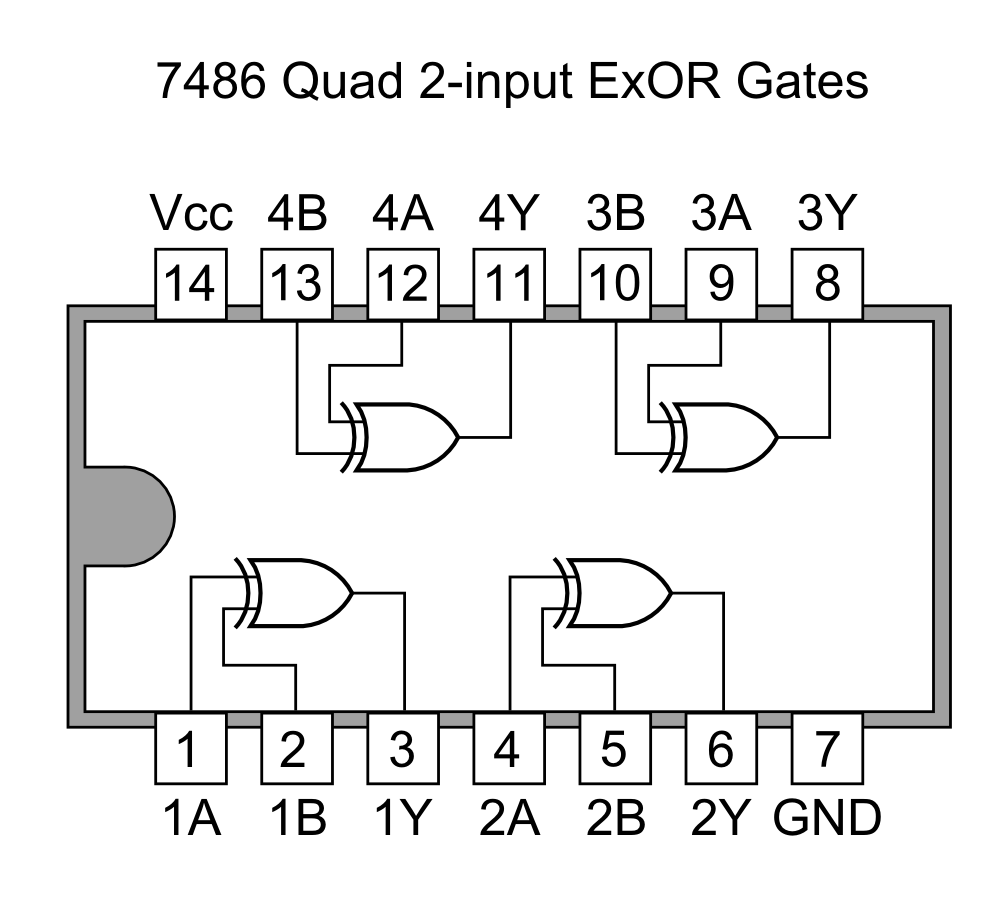
7486

論理の方式にもよるが、XORは単純には実装できないことが多い（たとえばCMOS論理では、2入力のNANDゲートやNORゲートは4個のトランジスタで直接単純に実装できるが、XORを4個のトランジスタで実装するのは困難である）。しかし基本論理の組み合わせで作るのは少々煩雑であり、回路的な工夫（後述）もあることから、TTLやCMOS論理の汎用ロジックICにはXORゲートがラインナップされている。74シリーズでは7486、4000シリーズでは4070（4030の代替）に、2入力XORゲートが4個入っている。ピン配置はいずれも同じである。DIPパッケージ品やフラットパッケージ品がある。

## 実装
排他的論理和はそれぞれの入力に対して対称で、XORを変形して双対でもある出力が反転したXNORを作ることも簡単だが、以下ではそういったバリエーションについては省略する。
CMOS論理の基本的な方式に従った場合、2個の入力AとBそれぞれの反転のために2個ずつ4個のトランジスタと、次の図のような8個のトランジスタの、計12個のトランジスタによって実装できる。

CMOS XOR Gate

CMOSでは、NORゲートとAND-OR-Invert（en:AND-OR-invert）複合ゲートによる10トランジスタの実装もある。

XOR with NOR gate and AND-OR-Invert comp. gate

通常の構成のゲートではなく、論理値が「通り抜ける」ゲート（詳細は英語版記事 en:Pass transistor logic および en:Transmission gate を参照）を使うと、より効率よく実装できるかもしれない。以下はそのような、6個のトランジスタによるCMOS ICへの実装の1例である（図中の4個と、入力の片方の反転のために2個）。

Transmission Gate Logic wiring of an XOR gate

（入力が電気的に（アナログ的に）出力に直接繋がってしまうのを避けたい場合は、XNORの出力をNOTで反転し8トランジスタとする）
後述するようにXORは加算器でもあるため、コンピュータの高性能化のために他にも種々の手法が研究されている。
XORの積和標準形{\displaystyle A\cdot {\overline {B}}+{\overline {A}}\cdot B}をANDゲート・ORゲート・NOTゲートで構成した場合、3種類の論理ゲートが計5個必要である。
NANDゲートのみの場合NANDゲート4個、NORゲートのみの場合は5個で構成できる。

NANDゲートのみで構成したXORゲート

NORゲートのみで構成したXORゲート

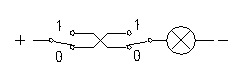
3路スイッチによる配線

電灯のオンオフを、3路スイッチと呼ばれるスイッチを利用して、2ヶ所から切り替えられるようにする配線方法があるが、これも一種のXORの実装である。

## 3以上の入力への拡張
{\displaystyle XOR(A,B)}を{\displaystyle A\oplus B}と表現した時、{\displaystyle XOR(A,B,C)=(A\oplus B)\oplus C=A\oplus (B\oplus C)}のように拡張するのが自然である。これはXORゲートのカスケード、つまり、最初に2入力のXORゲートがあり、その出力と3番目の入力を次のXORゲートの入力とする。さらに入力を増やす場合はこれを次々と連結した形で構成する。こうすると、HIGHとなっている入力が奇数個のときHIGHを出力し、HIGHとなっている入力が偶数個のときLOWを出力する回路となる。このような回路はパリティ生成器、あるいは2を法とする加算器として利用できる。74LVC1G386 はそのような3入力XORゲートである。ただし大きなワードのパリティ生成など規模が大きい場合は、遅延を考慮するとトーナメント式に並列進行するほうにしたほうが良い。
XORを多入力に拡張したものとしては、0になっている入力が1個の時のみ1、あるいは1になっている入力が1個の時のみ1、といったものも考えられるが、そのような拡張は、自然な2項演算の組み合わせとしての解釈が不可能である。bit populationの一種になる。

## 加算器での使用

半加算器の回路例

XORゲートは1ビット加算器として機能する。すなわち、2つのビットを加算した結果の1ビット目が得られる。2ビット目の桁上がり（キャリー）は加算する2つのビットが1の時であるからANDゲートによって得られる。したがってXORゲートとANDゲートを使って半加算器を構成できる。